# Tessellis
Tessellis S.p.A. (anteriormente Tiscali S.p.A.) es una empresa italiana de telecomunicaciones, con sede en Sa Illetta (CA), Cerdeña, que ofrece servicios de Internet y telecomunicaciones para su mercado nacional.
En el pasado operó en otros países europeos a través de la adquisición de muchos pequeños proveedores de servicios de Internet (ISP) europeos.